# Adiantum krameri
Espèce
Adiantum krameri est une espèce de fougères de la famille des Pteridaceae. Elle est endémique de Guyane. 